# Història de Guinea Bissau
La història de Guinea Bissau va ser dominada per Portugal dels anys 1450 als anys 1970, des de la independència el país ha estat controlat principalment per un sistema de partit únic.

## Domini portuguès

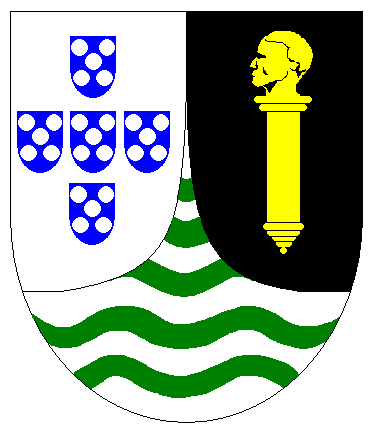
Escut de Guinea Bissau quan era colònia de Portugal.

Els rius de Guinea i les illes de Cap Verd estaven entre les primeres àrees d'Àfrica explorada pels portuguesos, notablement Nuno Tristão, en el 15è segle. Portugal va reclamar la Guinea portuguesa el 1446, però pocs llocs comercials van ser establerts abans del 1600. El 1630 "una capitania general" de la Guinea portuguesa va ser establerta per administrar el territori. Amb la cooperació d'algunes tribus locals, els portuguesos van entrar a la tracta d'esclaus i van exportar nombres grans d'africans a l'Hemisferi Occidental via les Illes de Cap Verd. Cacheu es va fer un dels centres d'esclaus principals, i una petita fortalesa encara està en peus a la ciutat. La tracta d'esclaus va disminuir al segle xix, i Bissau, al principi fundat com centre militar i comercial d'esclaus el 1765, va créixer per fer-se el centre comercial principal.

## Segles XIX i XX
La conquesta i consolidació portuguesa de l'interior no van començar fins a l'última meitat del segle xix. Portugal va perdre part de Guinea amb l'Àfrica Occidental Francesa, fins i tot el centre d'interès comercial portuguès més a prop, la regió del Riu Casamance. Una disputa amb Gran Bretanya sobre l'illa de Bolama va ser col·locada en el favor de Portugal amb la participació del president nord-americà Ulysses S. Grant.
Abans de la Primera Guerra Mundial forces portugueses, amb una mica d'ajuda de la població musulmana, tribus animistes sotmeses finalment van establir les fronteres del territori. L'interior de la Guinea Portuguesa va ser portat a control després de més de 30 anys d'enfrontaments, la subjugació final de les illes Bijagós no va ocórrer fins al 1936. La capital administrativa va ser moguda de Bolama a Bissau el 1941, i el 1952, per l'esmena constitucional, la colònia de la Guinea portuguesa es va convertir en una província estrangera de Portugal.

## Lluita per la independència
El 1956 el Partit Africà per la Independència de Guinea i Cap Verd (PAIGC) va ser organitzat clandestinament per Amílcar Cabral i Rafael Barbosa. El PAIGC va moure la seva oficina central a Conakry, Guinea, el 1960 i va començar una rebel·lió armada contra els portuguesos el 1961. Tot i la presència de tropes portugueses, que van créixer a més de 35.000 soldats, el PAIGC constantment va ampliar la seva influència fins al 1968, aquest va controlar la major part del país. Això va establir la regla civil en el territori en el seu control i va sostenir eleccions per a una Assemblea Nacional. Les forces portugueses i els civils cada vegada més van ser encaixonats a les seves guarnicions i ciutats més grans. El Governador portuguès i Comandant en Cap a partir del 1968 fins al 1973, el general António de Spínola, va tornar a Portugal i va dirigir el moviment que va portar la democràcia a Portugal i la independència per a les seves colònies.
Amílcar Cabral va ser assassinat a Conakry el 1973, i el comandament del partit va caure en Aristides Pereira, que més tard es va fer el primer president de la República de Cap Verd. L'Assemblea Nacional PAIGC es va trobar a Boe, a la regió del sud-est, i va ser declarada la independència de Guinea Bissau el 24 de setembre de 1973 i va ser reconeguda per una votació de l'Assemblea General de les Nacions Unides al novembre per 93-7, sense precedents quan aquest va denunciar l'agressió i l'ocupació portuguesa il·legal i era abans de control complet i reconeixement portuguès. La Revolució dels Clavells de l'abril de 1974 a Portugal, aquest va concedir la independència a Guinea Bissau el 10 de setembre de 1974. Luís Cabral, mig germà d'Amílcar Cabral, es va convertir en el president de Guinea Bissau.

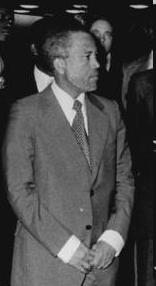
Luiz Cabral a Berlín, 1976.

A la fi de 1980 van enderrocar al govern en un cop d'estat conduït pel Primer Ministre i antic comandant de les forces armades, João Bernardo Vieira.

## La presidència de Vieira
Del novembre de 1980 al maig de 1984 el poder va ser sostingut per un govern provisional responsable a un Consell Revolucionari encapçalat pel president João Bernardo Vieira. El 1984 el consell va ser dissolt i l'Assemblea Popular Nacional (ANP) va ser reconstituïda. L'assemblea de partit únic va aprovar una nova constitució, va escollir al President Vieira a un nou període de 5 anys, i va decidir un Consell d'Estat, que era l'agent executiu de l'ANP. Sota aquest sistema, el president presideix el Consell d'Estat i serveix com cap d'estat i de govern. El president també era el cap del PAIGC i comandant en el cap de les forces armades.
Hi va haver suposats complots de cop d'estat contra el govern de Vieira els anys 1983, 1985 i 1993. El 1986 el primer Vicepresident Paulo Correia i altres cinc van ser executats per traïció després d'un procés llarguíssim.

## Democràcia
El 1994, 20 anys després de la independència de Portugal, es van celebrar les primeres eleccions legislatives i presidencials multipartidistes del país. Un aixecament de l'exèrcit que va provocar la Guerra Civil de Guinea Bissau el 1998, va crear centenars de milers de persones desplaçades. El president va ser expulsat per una junta militar el 7 de maig de 1999. Un govern interí va bolcar el poder al febrer de 2000 quan el líder de l'oposició Kumba Ialá va prendre possessió del càrrec després de dues rondes d'eleccions presidencials transparents. La transició de Guinea Bissau cap a la democràcia va ser complicada per una economia devastada per la guerra civil i per la predilecció dels militars per la intromissió governamental.
El setembre de 2003 un cop d'estat va ocórrer en què els militars, encapçalats pel General Veríssimo Correia Seabra, van detenir Ialá, perquè "ell era incapaç de solucionar els problemes". Sent retardades diverses vegades, es van celebrar les eleccions legislatives a l'abril de 2004.

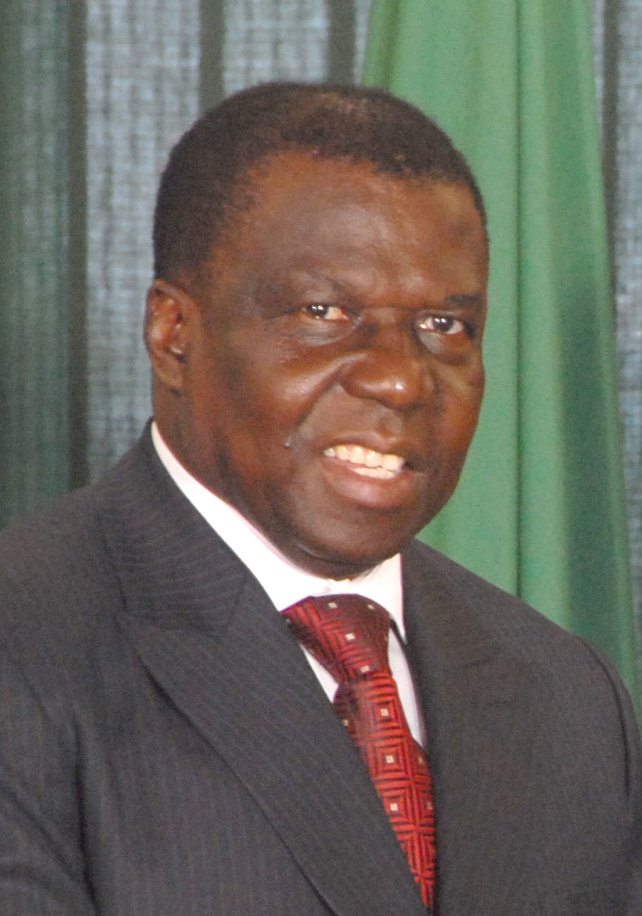
João Bernardo Vieira, president de Guinea Bissau, assassinat per soldats rebels el 2 de març de 2009.

Un motí de faccions militars a l'octubre de 2004 va causar la mort del general Seabra i altres, i va causar un malestar estès. El Primer Ministre Carlos Gomes Júnior ha declarat que els amotinats eren soldats d'ex Nacions Unides recentment retornats de Libèria, qui estaven enfadats sobre tardances dels pagaments. Les converses entre aquests soldats i les autoritats no han arribat a un acord fins ara.
El juny de 2005 es van celebrar eleccions presidencials per primera vegada des del cop d'estat que va deposar Ialá. Ialá va tornar com el candidat per al PRS, afirmant ser el legítim president del país, però l'elecció va ser guanyada per l'ex president João Bernardo Vieira, deposat en el cop de 1998. Vieira va ser un candidat per a una secció de la PAIGC. Vieira va derrotar a Malam Bacai Sanhá en una segona volta de les eleccions, però Sanha es va negar inicialment a admetre-ho, al·legant que les eleccions havien estat fraudulentes en dues circumscripcions, incloent la capital, Bissau.
Tot i informes sobre la introducció d'armes en les setmanes prèvies a les eleccions i alguns informes de "disturbis durant la campanya" (incloent atacs contra el palau presidencial i del Ministeri de l'Interior, per pistolers no identificats encara) observadors europeus van declarar que l'elecció va transcórrer de forma "tranquil·la i organitzada".
Vieira va ser assassinat el 2 de març de l'any 2009 per soldats rebels, que hores abans havien assassinat al comandant en cap de les forces armades, el General Tagme Na Waié. Raimundo Pereira, parlamentari del país, va assumir el poder el 3 de març de 2009, després de l'assassinat. Raimundo Pereira havia estat elegit en les eleccions parlamentàries del desembre del 2008, representant al partit PAIGC.